# Guam ai Giochi della XXXII Olimpiade
Guam ha partecipato ai Giochi della XXXII Olimpiade, che si sono svolti a Tokyo, Giappone, dal 23 luglio all'8 agosto 2021 (inizialmente previsti dal 24 luglio al 9 agosto 2020 ma posticipati per la pandemia di COVID-19) con cinque atleti, due uomini e tre donne.
Si è trattato della nona partecipazione di questo paese ai Giochi estivi.

## Delegazione
| Sport            | Uomini | Donne | Totale |
| ---------------- | ------ | ----- | ------ |
| Atletica leggera | 0      | 1     | 1      |
| Judo             | 1      | 0     | 1      |
| Lotta            | 0      | 1     | 1      |
| Nuoto            | 1      | 1     | 2      |
| Totale           | 2      | 3     | 5      |

## Atletica leggera
| Q | Qualificato al turno successivo per la posizione in qualificazione                                                           |
| q | Qualificato per il turno successivo per ripescaggio o, negli eventi su campo, conquistando la misura minima per qualificarsi |

Femminile
Eventi su pista e strada
| Atleta               | Evento      | Batteria  | Batteria  | Quarti          | Quarti          | Semifinale      | Semifinale      | Finale          | Finale          |
| Atleta               | Evento      | Risultato | Posizione | Risultato       | Posizione       | Risultato       | Posizione       | Risultato       | Posizione       |
| -------------------- | ----------- | --------- | --------- | --------------- | --------------- | --------------- | --------------- | --------------- | --------------- |
| Regine Tugade-Watson | 100 m piani | 12"17     | 4ª        | Non qualificata | Non qualificata | Non qualificata | Non qualificata | Non qualificata | Non qualificata |

## Judo
Maschile
| Atleta         | Evento | Preliminari                   | 16-esimi             | Ottavi               | Quarti               | Semifinali           | Ripescaggio          | Med. bronzo          | Finale               | Posizione       |
| Atleta         | Evento | Avversario Risultato          | Avversario Risultato | Avversario Risultato | Avversario Risultato | Avversario Risultato | Avversario Risultato | Avversario Risultato | Avversario Risultato | Posizione       |
| -------------- | ------ | ----------------------------- | -------------------- | -------------------- | -------------------- | -------------------- | -------------------- | -------------------- | -------------------- | --------------- |
| Joshter Andrew | -81 kg | A. Murodov (TJK) P (0000-110) | Non qualificato      | Non qualificato      | Non qualificato      | Non qualificato      | Non qualificato      | Non qualificato      | Non qualificato      | Non qualificato |

## Lotta

### Libera
| Atleta         | Evento | Qualificazioni       | Ottavi               | Quarti               | Semifinali           | Ripescaggio          | Finale               | Pos. |
| Atleta         | Evento | Avversario Risultato | Avversario Risultato | Avversario Risultato | Avversario Risultato | Avversario Risultato | Avversario Risultato | Pos. |
| -------------- | ------ | -------------------- | -------------------- | -------------------- | -------------------- | -------------------- | -------------------- | ---- |
| Rkcaela Aquino | -53 kg | Bat-Ochiryn P 0-5    | Non qualificata      | Non qualificata      | Non qualificata      | Non qualificata      | Non qualificata      | 14ª  |

## Nuoto
| Atleta          | Gara                             | Batterie | Batterie | Semifinali      | Semifinali      | Finale          | Finale          |
| Atleta          | Gara                             | Tempo    | Pos.     | Tempo           | Pos.            | Tempo           | Pos.            |
| --------------- | -------------------------------- | -------- | -------- | --------------- | --------------- | --------------- | --------------- |
| Jagger Stephens | 100 m stile libero maschili      | 52"72    | 57º      | Non qualificato | Non qualificato | Non qualificato | Non qualificato |
| Mineri Gomez    | 100 metri stile libero femminili | 1'04"00  | 51ª      | Non qualificata | Non qualificata | Non qualificata | Non qualificata |